# E greu să fii zeu (film din 2013)
E greu să fii zeu  (în rusă Трудно быть богом) este un film rusesc științifico-fantastic din 2013. A fost regizat de Aleksei German pe baza romanului omonim din 1964 al scriitorilor ruși Arkadi și Boris Strugațki. Cartea a mai fost ecranizată în 1989 de regizorul german Peter Fleischmann.
Este ultimul film regizat de Alexei German. Filmările au avut loc în Federația Rusă și Republica Cehă. Producția a durat aproximativ 14 ani și a fost finalizată de fiul său după moartea regizorului, care a decedat la 21 februarie 2013.
Premiera mondială a avut loc la 13 noiembrie 2013 la Festivalul de Film de la Roma, în afara competiției. Pe 27 februarie 2014, filmul a fost lansat în Rusia. În martie 2015, filmul a primit șapte premii Nika. Organizatorii celebrului Festival de Film de la Cannes au cerut familiei lui German permisiunea de a include filmul în competiția principală, dar au fost refuzați.

## Prezentare
Acțiunea  are loc pe o altă planetă, cufundată în evul mediu, în orașul Arkanar, capitala țării Zaprolia (Запроливья). Istoria a urmat propriul drum aici: nu a existat nici o Renaștere, puțina știință și cultura au fost reprimate, murdărie este peste tot. Pământul a trimis câțiva oameni de știință pe planetă, dar ei nu pot influența civilizația locală. Unul dintre pământeni, Rumata din Estor, trăiește ca legendarul nobil Don timp de 20 de ani, fiind numit printre orășeni ca fiu al lui Dumnezeu. Luptând în dueluri, Rumata nu își ucide dușmanii, ci doar le taie urechile, este interzis să fie omorât. El încearcă să salveze purtători unici ai gândirii științifice - cititorii de carte, care sunt vânați în mod constant de detașamente de „gri” sub conducerea lui Don Reba, care a uzurpat puterea în țară.
De la sclavii săi, Don Rumata află că un anumit tutungiu de pe Strada Tutunului este unul dintre cei inteligenți și iubitori de carte, potrivit vecinilor. Pe insulele stâncoase aflate între mlaștinile din jurul orașului, Rumata ascunde oameni de știință pe care i-a scos în secret din oraș. Din când în când, aici se adună și pământenii, din ce în ce mai căzuți în patima beției. Vindecătorul Budah, care trebuia dus la adăpost, a dispărut împreună cu convoiul. Dorind să-i afle soarta, Rumata se duce la o întâlnire cu regele, dar nu reușește să afle nimic. În oraș, Rumata se întâlnește cu prietenul său, baronul Pampa. După o noapte de beție, Rumata este reținut în palat de oamenii lui Don Reba și îl escortează la ministru pentru interogatoriu. Reba îl informează că a devenit Maestru al Ordinului și încearcă să afle cine este cu adevărat Rumata. După discuția dintre cei doi, ministrul îl lasă pe Rumata în pace și îi dă o scrisoare de protecție.
Călugării negri ai Ordinului, care au preluat puterea în Arkanar, noaptea, apar în oraș. Familia regelui este ucisă și încep execuțiile curtenilor. Dimineața, Rumata merge la cazematele turnului Vesel și îi salvează pe Budah și baronul Pampa, care se află aici. Pampa, încercând să scape din oraș, moare, iar trupul său ciuruit de săgeți este aruncat în groapa de gunoi și jefuit de cerșetori. Între timp, Rumata vorbește cu Budah, încercând să înțeleagă ce l-ar sfătui savantul pe zeu ca să repare starea de lucruri din  Arkanar. Răspunsul lui Budach nu satisface pământenii - ca cei slabi să-i înlocuiască pe cei puternici, dar acest lucru nu va opri lupta pentru putere. Rumata și Budah se întorc acasă. Castelul lui Don a supraviețuit atacului nocturn, dar doi servitori au fost uciși. Aici Rumata îl întâlnește pe Arat Cocoșatul, care încearcă să-l convingă să conducă o revoltă a sclavilor, dar Rumata îl refuză - timpul va trece și vor apărea noi sclavi, spânzurători noi, noi stăpâni și un nou Arat. După ce i-a dat lui Arat insigna de protecție a ordinului, Rumata le spune servitorilor să-l alunge cu bastoane. A doua zi dimineață, iubita lui Rumata, Ari, este ucisă de o săgeată. Puțin mai târziu, soldații Ordinului pătrund în casa lui Rumata în căutarea ereticilor, conduși „din greșeală” de un anumit călugăr schilodit, fiind ușor de recunoscut ca Arat Cocoșatul. Înfuriat de uciderea lui Ari, Rumata îl informează pe liderul lor, un fost elev al său, Arima, că îi va ucide pe toți și în curând își va pune amenințarea la viață. Îl omoară mai întâi pe Arimus. După ce i-a scos intestinele, Don Rumata merge în oraș.
Un grup de pământeni își croiesc drum prin ruinele din Arkanar. Ei descoperă munți de cadavre, inclusiv pe Arata și Don Reba. Din conversația pământenilor, devine clar că Ari a murit din săgeata lui Arat, care a vrut să-l provoace pe Rumata. În cele din urmă, Don Condor și Pashka îl descoperă pe Rumata însuși, stând singur într-o baltă doar în  cămașă. El refuză să se întoarcă pe Pământ. „Zeul, poate să obosească și el”, îi spune Condor. Don Condor acceptă în tăcere decizia lui Rumata. În cele din urmă, Rumata notează secvența istorică: „Acolo unde cei gri triumfă, cei negri ajung întotdeauna la putere!” și îl sfătuiește pe Don Condor ce să scrie în raport despre acțiunile sale: „Spuneți că este greu să fii un zeu”. După aceea, Don Condor și Pashka pleacă. Obosit și epuizat, Rumata adoarme.
Iarna, doi dintre cei care se ascunzând în mlaștini s-au certat și s-au ucis reciproc, Rumata cântă la saxofon, iar mai mulți călăreți dispar încet în depărtare.

## Distribuție

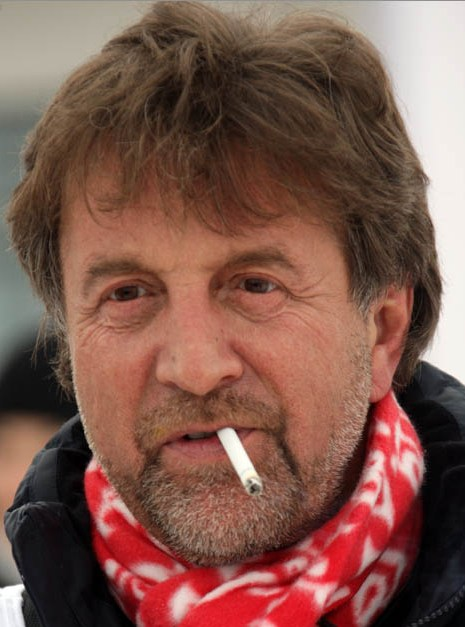
Leonid Yarmolnik în 2009

- Leonid Yarmolnik – pământeanul Don Rumata, considerat zeu în Arkanar
- Dmitri Vladimirov
- Laura Pitskhelauri
- Aleksandr Ilyin – Arat Cocoșatul
- Yuri Tsurilo – Don Pampa
- Yevgeni Gerchakov – Budah
- Aleksandr Chutko – Don Reba
- Oleg Botin – Bucher
- Pyotr Merkuryev

## Producție
Aleksei German a decis să filmeze E greu să fii zeu în 1968, la patru ani după publicarea cărții. Împreună cu Boris Strugațki, a scris prima versiune a scenariului. În august, German a primit permisiunea de a începe filmările. În rolul titular, regizorul plănuia să-l distribuie pe Vladimir Retsepter.
A doua versiune a scenariului a fost finalizată la 20 august 1968. A doua zi, trupele sovietice au fost dislocate în Cehoslovacia pentru a suprima Primăvara de la Praga. Potrivit mărturiei lui German, el a sunat la studio și i s-a spus lui A. Strugațki: „Aleksei, uită de acest film. Te sfătuiesc chiar să arunci cartea undeva, înțelegi de ce.”
Ca o coincidență, în aceeași zi, 21 august 1968, Aleksei German și-a întâlnit viitoarea soție, Svetlana Karmalita. Mulți observă o anumită simbolistică în faptul că treizeci și doi de ani mai târziu German a venit în Republica Cehă pentru a filma E greu să fii zeu aici, conform unui scenariu diferit, scris împreună cu Svetlana.
Când, în anii perestroikăi, au început iar lucrările la adaptarea cinematografică a romanului celor doi Strugațki, principala cerință a scriitorilor a fost ca filmul să aibă un regizor sovietic, de preferință Aleksei German. Dar conducerea Sauvinfilm a decis altceva și l-a angajat pe regizorul german Peter Fleischmann (care a acceptat să devină și producătorul filmului). Din cauza incoerenței și a naturii sale greoaie, Arkadi și Boris Strugațki au încetat să mai controleze procesul de filmare și, prin urmare, nu le-a plăcut filmul rezultat care a fost lansat în 1989.
După ce a aflat despre începutul filmărilor, German a apelat la Agenția de Stat a Filmului cu o cerere de a-și relua activitatea („în acel moment pur și simplu mi s-a interzis și apoi mi s-a permis”). De asemenea, el a vizitat platourile de filmare de la Kiev, s-a întâlnit cu Fleischmann, dar nu au căzut de acord să coopereze din cauza refuzului regizorului german de a face modificări la scenariu. Președintele Agenției de Stat de a Filmului Alexander Kamșalov l-a invitat pe Aleksei German să filmeze E greu să fii zeu în paralel cu Fleischmann. Cu toate acestea, munca la noul scenariu, pe care German a început-o împreună cu Svetlana Karmalita, nu a fost finalizată. Aleksei German a explicat acest lucru prin faptul că la sfârșitul anilor 1980 nu era nevoie de alegorii, totul putea fi spus în text direct: „Am scris douăzeci de pagini și am abandonat, pentru că nu era greu să fii zeu ... de ce este el Reba și nu Beria?..”
Pentru a treia oară, Aleksei German a revenit asupra scenariului, zece ani mai târziu. Monteurul Evgheni Prițker, care a citit scenariul din 1968 la cererea lui German, i-a spus regizorului că este un „Komsomol opus” și nu poate fi filmat, lucru cu care German a fost de acord. Noul scenariu a fost scris de el și soția sa „pe baza” romanului original.
Boris Strugațki (1933-2012) a declarat într-un interviu din mai 2010 că German „nu s-a consultat cu mine în nicio problemă”. În același timp, Strugațki a spus că „știe dinainte că filmul se va dovedi minunat, chiar epocal”.
Producția filmului a început în 1999. Titlul operei literare, cartea fraților Strugațki, E greu să fii zeu, în timpul filmărilor a fost atribuit peliculei (chiar și când regizorul a început să-l numească ca fiind ultima sa lucrare).

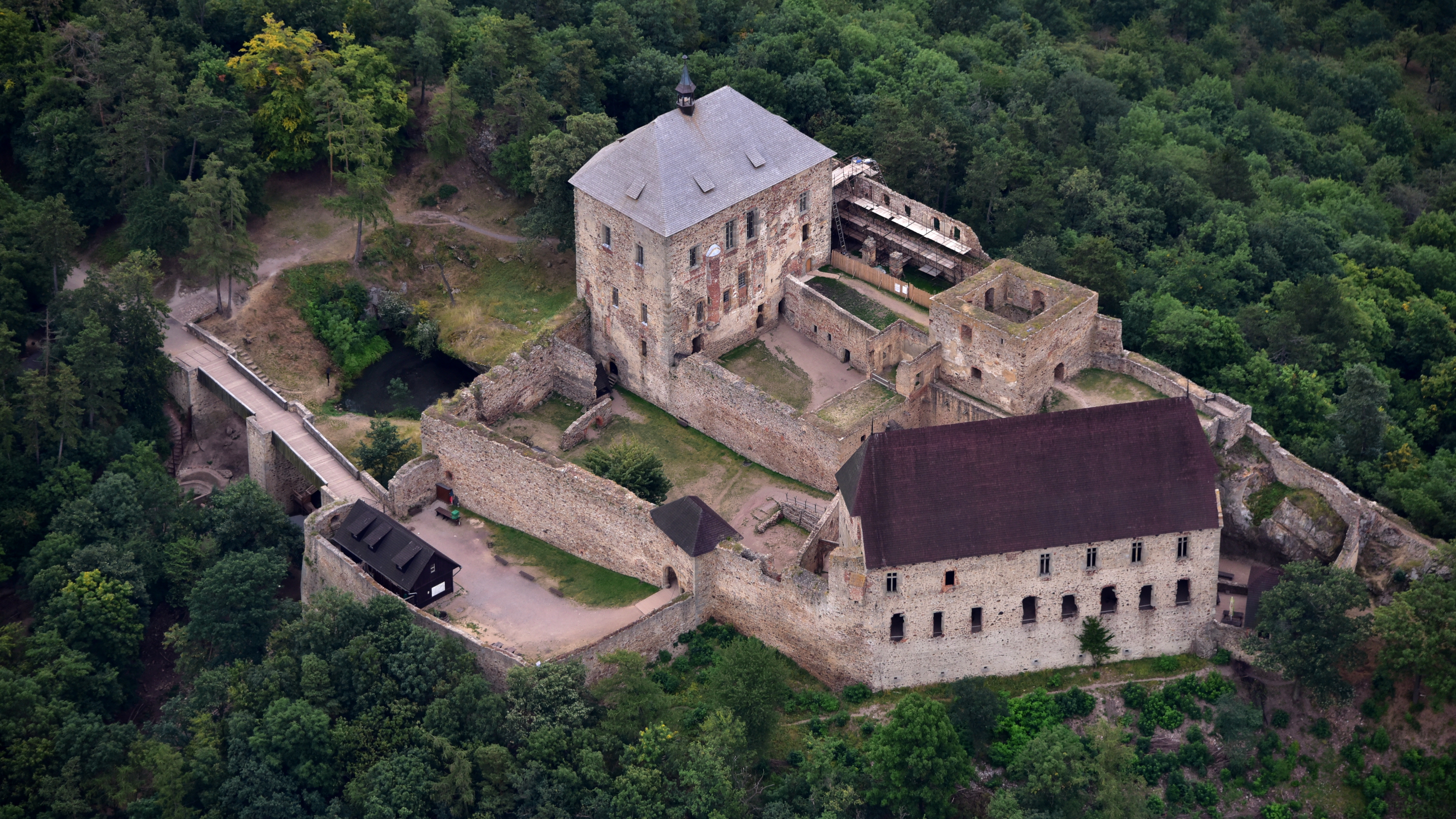
Arkanar a fost construit în vecinătatea Castelului Točnik din Republica Cehă

Inițial, rolul lui Don Rumata urma să fie interpretat de Alexander Likov, cu care au fost filmate audiții ale aproape întregului film, dar în cele din urmă Leonid Yarmolnik a fost ales pentru acest rol. Evgheni Prițker a spus că scena care a avut o influență decisivă asupra alegerii actorului a fost dialogul cu Budah. La cuvintele înțeleptului: „Atunci, zeule, șterge-ne de pe fața pământului și fă-ne din nou mai desăvârșiți... sau mai bine, lasă-ne să mergem pe drumul nostru”, Rumata răspunde: „Inima mea este plină de milă, nu pot face asta”. Iar modul în care Yarmolnik a interpretat această scenă a dus la decizia lui German.
Filmările exterioare au început în 2000 în Republica Cehă. Arkanar a fost construit în vecinătatea Castelului Točnik. În total, artiștii de la Lenfilm, într-o măsură sau alta, au decorat cinci castele din Republica Cehă. Filmarea pavilionului a avut loc la Sankt Petersburg. Filmările de la Vîborg au avut loc cu participarea cadeților Institutului Militar al Trupelor Interne cafiguranți. În ciuda tuturor dificultăților, finanțarea proiectului a continuat (în mare parte din surse private), iar în august 2006 filmarea a fost finalizată.

## Recenzii
O versiune a filmului a fost prezentată pentru prima dată la sfârșitul lunii februarie 2008. Pe 1 aprilie 2013, a avut loc o proiecție pentru presă a versiunii aproape terminate, dar fără muzică și dublajul final.
Primele recenzii ale celor care au urmărit versiunile filmului, în principal colegii lui German în atelierul cinematografic, au fost pozitive. Ei au remarcat amploarea lucrării, atenția la detalii, subtextul ideologic și filosofic profund al peliculei.
Site-ul german Kino-zeit a considerat filmul un opus magnum al regizorului, și a continuat că nu este altceva decât o capodoperă vizionară. Un film monstru incredibil. Am sentimentul că vom putea aprecia cu adevărat impactul său real asupra istoriei cinematografiei abia după douăzeci sau treizeci de ani. O moștenire puternică, devastatoare, întunecată, misterioasă.